# Burria brachyxipha
Burria brachyxipha är en insektsart som beskrevs av Boris Petrovich Uvarov 1939. Burria brachyxipha ingår i släktet Burria och familjen Diapheromeridae. Inga underarter finns listade.